# Tadashi Kaminagai
Tadashi Kaminagai (Hiroshima, Japão, 1899 - Paris, França, 1982) foi um pintor, desenhista, moldureiro japonês, que passou por muitos países e produziu suas obras principalmente no Japão, Brasil e França, sendo que também expôs nesses países. Antes de ser pintor Kaminagai seguiu a vida monástica, primeiramente no Japão e depois nas Índias Orientais Holandesas, atual Indonésia, até que abandonou a vida de monge budista para se tornar artista. Foi bem sucedido como modureiro, com uma série de trabalhos para artistas famosos, mas posteriormente ficou conhecido também pelo seu trabalho de pintor. Influenciou artistas e também foi o professor de outros. Suas obras foram apresentadas em exposições nacionais e internacionais. Também participou da Seibi-kai, tendo o contato com inúmeros pintores, inclusive muitos de origem japonesa.

## Carreira
Nasceu em Hiroshima, no ano de 1899. Por iniciativa da família, ingressou num mosteiro budista em Kobe, com 14 anos. Dois anos depois, viajou para as Índias Orientais Holandesas, atual Indonésia, atuando como missionário e agricultor até 1927, ano que decidiu seguir carreira artística, muda-se para Paris, onde conhece o artista Tsuguharu Foujita, que o orientou na pintura. Paralelamente à atividade artística, trabalhava como moldureiro, tornou-se reconhecido quando enquadrou obras-primas de Édouard Manet, Paul Cézanne e Vincent van Gogh. Do artistas que encomendaram as molduras de Kaminagai estavam Henri Matisse, Kees van Dongen, Chaïm Soutine e Marc Chagall. Outro fato das molduras ficarem famosas também foram o uso delas pelo escritor e comerciante da área artística Ambroise Vollard. Com isso Kaminagai sentiu-se animado em inscrever alguns de seus quadros em salões parisienses.
No início da década de 1930, expôs nos salões parisienses, como o Salão de Outono e no Salon des Tuileries. Retornou ao Japão em 1938, mas por conta de um conselho de Foujita o fez mudar para o Brasil, após a eclosão da Segunda Guerra Mundial, chegando no mesmo dia que o Japão efetuou os ataques a Pear Harbor, trazendo consigo uma carta de recomendação endereçada a Candido Portinari. No Brasil viveu por um período de 14 anos. Fixou residência no Rio de Janeiro e em 1941 instalou ateliê e oficina de molduras no bairro de Santa Teresa, no térreo de um prédio onde a pintora Djanira da Motta e Silva tinha uma pensão, onde trabalhou e atuou como professor de diversos artistas brasileiros e nipo-brasileiros, como Inimá de Paula, Flávio Shiró, Tikashi Fukushima e outros.
Na década de 1940 a arte de Kaminagai influenciou muitos artistas, muitos dos quais seus conterrâneos. Em 1945, o pintor Tikashi Fukushima estava morando em São Paulo e trabalhando em uma oficina quando foi apresentado a Kaminagai pelo seu chefe, que naquele momento estava precisando de um auxiliar em uma oficina de molduras no Rio de Janeiro, Fukushima aceitou trabalhar para Kaminagai, e em 1946 mudou-se para Santa Teresa, Rio de Janeiro. Kaminagai foi importante para a formação artística de Fukushima, pois Fukushima reconhecia Kaminagai como seu mestre, passava horas ouvindo as histórias de Kaminagai, de como ele fazia para sobreviver em Paris e expunha nos salões na década de 30. Também iam pescar juntos e levavam horas para chegar a um lugar considerado por eles como especial, e esse lugar encantou Fukushima e o inspirou a fazer a primeira sua pintura feita no Brasil, no Rio de Janeiro no ano de 1946 e foi intitulada "Paisagem". Em 1996,  Tikashi deu um depoimento para a jornalista Kuniko Kobayashi do jornal São Paulo-Shimbun, ao qual disse: “Aquele momento foi a sublimação. E consolidou a minha trajetória como artista plástico”.
Seu trabalho com as molduras também é reconhecido, pois seu estilo deu origem ao nome "Moldura Kaminagai". Suas molduras, inclusive, serviram de inspiração para outros moldureiros, por exemplo, o artista plástico José Morais, que trabalhou para o artista Jorge de Lima, imitava as molduras de Kaminagai, que na década de 40, eram as mais procuradas.
Por volta de 1945, foi organizada por Portinari a primeira exposição individual de Kaminagai, que ocorreu no Hotel Serrador, no Rio de Janeiro. No mesmo ano, Hiroshima foi bombardeada e Kaminagai perdeu seus pais. Em 1947, passa a integrar o Seibi-kai. Em 1951, viajou pelo Uruguai e Argentina. No mesmo ano participou da I Bienal Internacional de Arte de São Paulo. No ano seguinte teve seu trabalho apresentado no 1º Salão Nacional de Arte Moderna.  Conheceu Manabu Mabe em 1952, Mabe foi um apreciador da arte de Kaminagai, e conta que ficava horas ao lado do artista "admirando as maravilhosas cores com que ele pintava uma arara, na varanda da casa do doutor Honda". Cândido Portinari também fez elogio para a obra de Kaminagai, dizendo que ele "levou a cabo sua verdadeira formação de autentico artista no decurso de longos 15 anos de estudo em Paris. Sua pintura austera, simples, inspirada na natureza, reveste-se de qualidades apreciáveis". Na II Bienal de São Paulo, em 1953, são aceitos só dois artistas nipo-brasileiros, Kaminagai e Manabu Mabe. No mesmo ano, Tadashi, foi para Belém, como hóspede oficial do governo do Pará, para pintar as paisagens da Amazônia.
Na opinião da historiadora Aracy Amaral as cores da paisagem brasileira tiveram um grande impacto na obra do artista, que disse: "Gosto muito de viajar pela minha maneira de ser. Quando você viaja e conhece as coisas do lugar, principalmente a natureza que nos faz sentir, é importante tentar transmitir esses sentimentos. Mas não me considero um andarilho e sim um necessitado. Viajar é uma necessidade de trabalho".
Retornou ao Japão em 1954 e três anos mais tarde volta a fixar-se em Paris. Segundo o próprio artista, a partir de 1955, começou a pintar com estilo próprio, sendo que expressa sua arte fazendo uso da liberdade de expressão a qualquer objeto, o artista sintetizou seu pensamento com a seguinte frase: "Eu trabalho com base no sentido que uma paisagem pode ter para mim, pois se a pintura seguir exatamente o que se visualiza, é melhor abandonar o pincel e pegar uma máquina fotográfica. Eu olho para o que vou pintar apenas para pegar a forma e o melhor trabalho, geralmente, é aquele feito rapidamente, quando as imagens ainda estão na cabeça". Segundo o jornal O Estado de S. Paulo, Kaminagai é "um dos últimos representantes da vida boêmia que os artistas levavam em Paris", pois, não tinha hora para trabalhar e, muitas vezes, passava toda a noite para conseguir uma cor nova para o quadro.
Kaminagai também foi importante para o pintor Jorge Mori, em que Mori desde criança já tinha uma habilidade para pintar e foi apresentado para Kaminagai por meio de Portinari. Na opinião do colunista Jorge Coli "os casos de crianças-prodígio na música são frequentes, mas raros na pintura. O autorretrato de Jorge Mori que data de 1944 deixa qualquer um estatelado. Difícil se convencer de que aquele menino com jeito altivo, de 11 anos, tenha produzido uma pintura tão fenomenal. Há nela sinceridade, energia, domínio maduro e sem hesitação do ofício". Kaminagai recomendou-o numa carta para Foujita quando Mori foi a Paris em 1952. Nas palavras de Mori "Foujita falava de tudo, menos de pintura, mas Kaminagai era diferente, ele realmente me ensinou a viver".
Em 1958, Tadashi Kaminagai é descrito como um "artista de maior produção e maiores dotes", que naquela época tinha voltado ao Japão, e criou quadros inspirados no Brasil, tanto com temas urbanos quanto rurais. 1958 também é o ano do nascimento de seu filho, Yo Kaminagai e segundo a mulher de Tadashi, Mineko, "diria que suas cores ficaram mais vibrantes depois de sua estada brasileira, mas especialmente após o nascimento de nosso filho", ou seja, seu filho influenciou-o na pintura. Por dois anos consecutivos expôs seus trabalho no Salão Latino-Americano, em Paris, em 1958 e 1959.
De 1973 até sua morte, viajou com frequência ao Brasil. Sobre uma exposição das obras de Kaminagai em 1977, foi publicado que boa parte das obras do artista eram influenciadas pela "impressionante força das cores e luz da paisagem brasileira", e que "pode ser considerado descendente direto dos mestres do pós-impressionismo francês", tais como Pierre Bonnard, André Derain, Albert Marquet e Raoul Dufy. Foi considerado também como um dos últimos impressionistas vivos da escola francesa. Em 1981, apresentou suas obras no Salão Latino-Americano de 1981. 1982 é o ano de falecimento de Tadashi Kaminagai, vítima de câncer no intestino, no Hospital Vaugirard. O artista pediu para que quando morresse parte de suas cinzas ficassem no Brasil.

## Após a sua morte
Logo após sua morte foi organizada uma exposição e o crítico José Roberto Teixeira Leite, disse que "sua influência sobre a arte brasileira não pode ser desprezada. Exerceu profunda influência não somente sobre um grupo de então jovens (hoje famosos) artistas japoneses, como também sobre alguns pintores que lhe assimilavam o estilo num ou outro momento em sua evolução".
Marinho de Azevedo da revista Veja, descreve Kaminagai como um artista que "que pintava com um prazer que explode em cada uma de suas telas". Azevedo também descreve o artista na mesma edição da revista de 1985, que Kaminagai "não cedeu, nos anos, 50, às tentações do abstracionismo. Continuou pintando paisagens, flores e figuras, o que fez com que aos poucos fosse saindo de moda". Quando ao estilo de pintar Azevedo escreveu que "com tons fortes, pinceladas marcadas e traços soltos, cria um mundo vigoroso. Fascinado pelas paisagens, Kaminagai pintou-as todas com uma paleta parecida - assim, sua Amazônia não está muito longe da França. Mas, em todas as telas, a cor impera. Das cenas francesas ao portão da casa no Rio ou nos interiores cheios de luz, em tudo brilha uma vida feliz e se afirma um pincel com ênfase e sensibilidade".
Após a morte do pintor foram realizadas várias exposições, dentre elas a que foi realizada no MASP, recebeu o comentário do crítico de arte Mário Pedrosa, de que "sua obra é feita de marcos de realizações espontâneas que aparecem e se evaporam logo a seguir. Não se trata, entretanto, de um eclético que anda à cata de elementos ou de inspirações estranhas e opostas, para organizar seu bricabraque".
Em 1986, para as exposições denominadas "Tempos de Guerra" foi feita uma reportagem intitulada "Do nazismo às galerias de arte", no jornal O Estado de S. Paulo, Angélica de Moraes define que "duas dezenas de artistas vindos do exterior ajudaram a empurrar o Brasil para a modernidade", dentre os artistas vindos do Japão cita Tadashi Kaminagai e Tikashi Fukushima. Acrescenta dizendo que os japoneses tiveram uma dificuldade extra, a desconfiança de que fossem espiões a serviço do Eixo.
Em 1996, o cenógrafo Márcio Augusto Neiva confessou a polícia que fazia falsificações de pinturas a pedido do pintor Giuseppe Irlandini, ao qual entregava fotografias para Márcio e pagava US$ 200,00 por cada reprodução, entre as obras estavam os quadros de Kaminagai.
Em 2008, houve a exposição denominada "Círculo de Ligações: Foujita no Brasil, Kaminagai e o Jovem Mori", com a curadoria de Aracy Amaral, no mesmo ano houve também o lançamento do livro escrito pela curadora, com o mesmo título da exposição. Na mesma exposição também havia uma seção de documentos, com fotografias dos artistas no Brasil, jornais da época, caricaturas e manuscritos, com destaque para a carta que Foujita escreveu para Portinari apresentando Kaminagai.
No livro de 2010, denominado "Arte brasileira: cortes e recortes: leilão de maio de 2010" de Frederico Morais, o autor descreve o estilo de Kaminagai como bem a intensidade se sua obra da seguinte maneira: "Pintor fovista foi um típico  representante da escola de Paris, expressando seus temas, antes de tudo, através de da cor, que nele sempre foi vibrátil. Carregou sua pintura de um lirismo que é, ao mesmo tempo uma lição de profundo amor à vida. Daí, também, a presença, ao lado da paisagem, de um outro tema recorrente, a flor, símbolo desse seu apego a vida, aos amigos, à família e, sobretudo, à própria pintura, fonte de prazer e de alegria. Soube captar e transmitir em suas telas a diversidade de nossa paisagem: o verde e a quietude amazônicas, a agitação e luminosidade das praias cariocas, o colorido da arquitetura de Salvador e São Luís. Nunca se manteve a essa diversa paisagem que o comovia".